# 湯馬士·林馬
湯馬士·伯努瓦·勒馬爾（法語：Thomas Benoît Lemar；1995年11月12日—），出生于法国瓜德罗普拜马欧，是一名法國職業足球員，司職中場，現時效力西甲球會基朗拿 (馬德里體育會外借)，曾是法国国家队成员之一。
2013年，勒馬爾於法乙球會卡昂開始其職業生涯，為球隊上陣32場聯賽。2015年，他以340萬鎊的價錢轉會至摩納哥。2018年，他以7000萬歐元的價錢由摩納哥轉會至馬德里體育會。
在國家隊方面，勒馬爾曾代表法國U17至U21上陣。2016年，他在對陣時首次代表法國國家足球隊上陣。

## 球會生涯

### 卡昂
2013年8月2日，林馬在卡昂主勝迪安FCO3比1的比賽中，首次代表球隊於法國乙組足球聯賽上陣，他於第78分鐘入替。

### 摩納哥

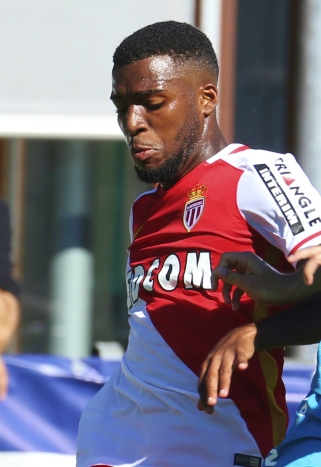
為摩納哥上陣時的林馬

2016年11月22日，林馬於歐洲聯賽冠軍盃分組賽對陣托定咸熱刺時攻入致勝球。他於第53分鐘接應的傳中施射，皮球於腳下穿過破網，協助球隊在主場以2比1勝出，鎖定以小組首名的成績晉身淘汰賽階段。
2017年3月1日，林馬在法國盃十六強對陣马赛時，於第113分鐘射入1球，協助球隊以4比3淘汰對手，晉級法國盃八強。
在2016-17賽季，他於55場上陣的比賽中射入14球，交出17次助攻。

### 馬德里體育會
2018年6月18日，西甲球隊馬德里體育會確認已與摩納哥就林馬轉會到馬體會達成初步協議。2018年7月30日，林馬出席加盟馬體會的亮相儀式,正式從摩納哥完成轉會，轉會費達7000萬歐元， 他在2018年7月27日通過體檢後簽訂五年的合約，並穿上11號球衣。在2018-19赛季结束时，他在所有赛事有3个进球。在2019-20赛季，林馬在各项赛事中出场29次，然而他在赛季结束时没有进球，也没有助攻。

## 國家隊生涯
2016年11月，因傷退出國家隊，林馬因此獲徵召入隊，備戰對陣瑞典國家足球隊和的比賽。11月15日，他在對陣科特迪瓦隊時首次代表法國隊上陣，於第78分鐘入替亚德里安·拉比奥特，最終雙方以0比0賽和。
2018年5月17日，林馬被法国国家队召集，出戰2018年世界杯。林馬在此項賽事只上陣一次。

## 比賽風格
林馬司職前場不同位置，能夠出任兩翼和進攻中場，而他的盤球、傳球和主射罰球的能力亦十分出眾。林馬曾表示他較喜歡助攻其他隊友多於盤球過人，並「希望避免與對手發生碰撞，專注於他的傳送和走位」。

## 生涯統計

### 球會
截至2017年5月20日
| 球會     | 賽季        | 聯賽 | 聯賽 | 盃賽 | 盃賽 | 聯賽盃 | 聯賽盃 | 歐洲賽事 | 歐洲賽事 | 其他 | 其他 | 總計 | 總計 |
| 球會     | 賽季        | 出場 | 入球 | 出場 | 入球 | 出場   | 入球   | 出場     | 入球     | 出場 | 入球 | 出場 | 入球 |
| -------- | ----------- | ---- | ---- | ---- | ---- | ------ | ------ | -------- | -------- | ---- | ---- | ---- | ---- |
| 卡昂     | 2013-14賽季 | 7    | 0    | 1    | 0    | 2      | 0      | —        | —        | —    | —    | 10   | 0    |
| 卡昂     | 2014-15賽季 | 25   | 1    | 0    | 0    | 1      | 0      | —        | —        | —    | —    | 26   | 1    |
| 卡昂     | 總計        | 32   | 1    | 1    | 0    | 3      | 0      | 0        | 0        | 0    | 0    | 36   | 1    |
| 摩納哥   | 2015-16賽季 | 26   | 5    | 2    | 0    | 1      | 0      | 5        | 0        | —    | —    | 34   | 5    |
| 摩納哥   | 2016-17賽季 | 34   | 9    | 2    | 2    | 3      | 1      | 16       | 2        | —    | —    | 55   | 14   |
| 摩納哥   | 總計        | 60   | 14   | 4    | 2    | 4      | 1      | 21       | 2        | 0    | 0    | 89   | 19   |
| 生涯總計 | 生涯總計    | 92   | 15   | 5    | 2    | 7      | 1      | 21       | 2        | 0    | 0    | 125  | 20   |

### 國家隊上陣次數
截至2017年6月13日
| 國家隊         | 年份 | 出場 | 入球 |
| -------------- | ---- | ---- | ---- |
| 法國國家足球隊 | 2016 | 1    | 0    |
| 法國國家足球隊 | 2017 | 6    | 2    |
| 總計           | 總計 | 7    | 2    |

### 國家隊入球
法国队的比分及入球列前。
| # | 日期          | 场地                       | 对手 | 入球 | 比分 | 比赛                                   |
| - | ------------- | -------------------------- | ---- | ---- | ---- | -------------------------------------- |
| 1 | 2017年8月31日 | 法國，聖但尼，法蘭西體育場 | 荷蘭 | 2–0  | 4–0  | 2018年國際足協世界盃外圍賽 – 歐洲區A組 |
| 2 | 2017年8月31日 | 法國，聖但尼，法蘭西體育場 | 荷蘭 | 3–0  | 4–0  | 2018年國際足協世界盃外圍賽 – 歐洲區A組 |

## 榮譽

### 球會
摩納哥
- 法国足球甲级联赛冠军：2016-17賽季[16]

 馬德里競技
- 西班牙足球甲级联赛冠軍：2020–21[17]
- 歐洲超級盃冠軍：2018

### 國家隊
法國
- 國際足協世界盃冠軍：2018年

### 個人
- 歐洲聯賽冠軍盃最佳進步陣容：2016年[18]
- 法國甲組足球聯賽每月最佳球員：2016年11月[19]

## 外部連結
- 湯馬士·林馬 （页面存档备份，存于）於FFF網站上的資料
- 足球数据库：湯馬士·林馬的球员统计数据